# جنوب إفريقيا وأسلحة الدمار الشامل
سعت جنوب أفريقيا منذ ستينيات القرن الماضي حتى تسعينياته إلى إجراء البحوث العلمية على أسلحة الدمار الشامل، ومنها الأسلحة النووية والبيولوجية والكيميائية. وجمعت ستة أسلحة نووية. فككت حكومة جنوب أفريقيا كل أسلحتها النووية، قبل التحول المتوقع إلى حكومة بقيادة المؤتمر الوطني الأفريقي ذي الأغلبية المنتخبة في تسعينيات القرن الماضي، لتصبح بذلك أول دولة تتخلى طواعية عن أسلحتها النووية التي طورتها بنفسها.
وقَّعت الدولة على معاهدة حظر الأسلحة البيولوجية منذ 1975، ومعاهدة الحد من انتشار الأسلحة النووية منذ 1991، ومعاهدة حظر الأسلحة الكيميائية منذ 1995. صدَّقت جنوب أفريقيا على معاهدة حظر الأسلحة النووية في فبراير 2019، لتصبح أول دولة نووية تفكك أسلحتها وتوقِّع على المعاهدة.

## الأسلحة النووية
بدأت طموحات جمهورية جنوب أفريقيا بحيازة الأسلحة النووية في عام 1948، بعد تفويض منظمة الطاقة الذرية في جنوب أفريقيا، المنظمة المنوطة بمتابعة تعدين اليورانيوم والتجارة الصناعية. توصلت جنوب أفريقيا إلى اتفاق مع الولايات المتحدة بعد توقيع تعاون لمدة 50 عامًا تحت إشراف برنامج السماح، أتوم فور بيس «ذرات من أجل السلام». سمحت المعاهدة لجنوب أفريقيا بحيازة مفاعل نووي بحثي واحد، ودعمتها بيورانيوم عالي التخصيب، يقع في بيلاندابا.
سلمت الشركة التابعة للولايات المتحدة، أليس-تشالمرز، مفاعلًا نوويًا بحثيًا بقوة 20 ميجاواط، في عام 1965، باسم سافاري-1، بالتوازي مع وقود من اليورانيوم عالي التخصيب بنسبة 90% تقريبًا، إلى هيئة جنوب أفريقيا للطاقة النووية. سعت جنوب أفريقيا إلى استغلال طاقة البلوتونيوم، وبناء مفاعل نووي خاص بها، وأطلقت عليه اسم سافاري-2 في بيلاندابا أيضًا، واستخدمت كتلة حرجة 606 كجم من اليورانيوم المخصب بنسبة 2% للوقود، و5.4 طن من الماء الثقيل، كلاهما من إمداد الولايات المتحدة.
افتُرض أن يُدار مفاعل سافاري-2 بالماء الثقيل، ويغذيه وقود من اليورانيوم الطبيعي، بينما يعتمد نظام التبريد على الصوديوم المصهور. تخلت جنوب أفريقيا عن المشروع في عام 1969؛ لأن المفاعل استهلك موارد برنامج تخصيب اليورانيوم الذي بدأ في عام 1967. بدأت جنوب أفريقيا بالتركيز على نجاح برنامج تخصيب اليورانيوم الخاص بها، الذي رأى العلماء سهولته مقارنة ببرنامج البلوتونيوم.

## طريقة النافثة الايروديناميكية

توضيح عمل النافثة الإيروديناميكية. يدخل خام اليورانيوم على هيئة غاز ساخن (سادس فلوريد اليورانيوم UF6) يحتوي على يورانيوم -238 و يورانيوم-235 من نفاثة اليسار مضغوط بسرعة عالية ، فينقسم عند المنحنى إلى مسارين : المسار البعيد يتحوي على غاز يغلب فيه وجود اليورانيوم-238 (ثقيل) والمسار الوسطي يحتوي على غاز يكثر فيه اليورانيوم-235 (خفيف). مع توصيل عدد كبير من تلك النافثات على التوالي يمكن الحصول على يورانيوم عالي التخصيب (أي يورانيوم غني باليورانيوم-235).

كانت جنوب أفريقيا قادرة على تعدين خام اليورانيوم محليًا، واستخدمت أساليب التخصيب النافثة الإيروديناميكية لتخصيب اليورانيوم وإنتاج أسلحة نووية. قابل اثنان من علماء جنوب أفريقيا المخضرمين المهندس النووي الباكستاني سلطان محمود في عام 1969، في جامعة برمنغهام؛ لإجراء البحوث والتجارب المستقلة على تخصيب اليورانيوم. درس علماء باكستان وجنوب أفريقيا استخدام العملية النفاثة النافورية الإيروديناميكية لتخصيب الوقود في جامعة برمنغهام، وذلك لبناء المشاريع الوطنية فيما بعد.
حصلت جنوب أفريقيا على خبرة معتبرة في التكنولوجيا النووية، لاستغلالها في تطوير برنامج حكومة الولايات المتحدة عن التفجيرات النووية السلمية. منح وزير التعدين في جنوب أفريقيا الموافقة للبرنامج في عام 1971، مصرحًا بهدف استخدام البرنامج في صناعة التعدين. يُثار التساؤل حول تاريخ تحويل برنامج التفجيرات النووية السلمية إلى صناعة السلاح. ظلت احتمالية تعاون جنوب أفريقيا مع فرنسا وإسرائيل لتطوير السلاح النووي مسألة خاضعة للتفكير أثناء سبعينيات القرن الماضي.
طورت جنوب أفريقيا بعد استطاعتها تخصيب اليورانيوم إلى يورانيوم-235 ترسانة من قنابل الانشطار النووي العاملة بطريقة المدفع في الثمانينيات من القرن الماضي. وأنتجت ستة قنابل تعمل بطريقة المدفع؛ وظلت سائر القنابل تحت التصنيع حتى انتهاء البرنامج.
أنتجت جنوب أفريقيا سلاحًا تنفيذيًا بعد استحواذ شركة أرمسكور على خط الإنتاج. أنشأت شركة أرمسكور أول سلاح تنفيذي في عام 1982، وأطلق عليه كود هوبو، ثم سُمي فيما بعد كابوت. أسفر هذا السلاح عما يعادل 6 كيلو طن من مادة تي إن تي المتفجرة. فُككت في نهاية المطاف وأعيد استخدامها في إنتاج قنبلة أولية. أنشأت أرمسكور لاحقًا سلسلة من النماذج الإنتاجية وقبل الإنتاجية باسم هامركوب أو رأس المطرقة (على اسم الطائر). لم يُفعَّل هوبو/كابوت.

### اختبار السلاح النووي الأول
اختار مجلس الطاقة الذرية في جنوب أفريقيا موقع اختبار في صحراء كالاهاري في مدى سلاح فاستراب شمال آبنغتون. تم حفر حفرتين عموديتين في الصحراء للاختبار في عام 1976 و1977. كان أحد العمودين بعمق 385 مترًا، والآخر بعمق 216 مترًا بغرض إجراء تجربتين تحت الأرض. أسس مجلس الطاقة الذرية في جنوب أفريقيا منشآت البحوث والتطويرات السلاحية عالية التأمين في عام 1977، في بيلاندابا، وانتقل المشروع أثناء تلك السنة من سومخيم إلى بيلاندابا. قدم مجلس الطاقة الذرية في جنوب أفريقيا سلاحًا حربيًا في منتصف عام 1977، دون استخدام قلب من اليورانيوم عالي التخصيب. كان مفاعل Y قيد التشغيل، ولكنه لم ينتج كثيرًا من اليورانيوم المستخدم في صنع الأسلحة النووية. تفوقت التطورات في الأسلحة على وتيرة إنتاج المادة الانشطارية كما حدث في برامج دول أخرى.
قال مسؤولو مفوضية الطاقة الذرية أن «الاختبار البارد» (اختبار بلا يورانيوم-235) كان مخططًا إجراؤه في أغسطس 1977. قال مسؤول من أرمسكور غير منخرط في المسألة آنذاك أن الاختبار كان اختبارًا تحت الأرض مجهزًا بالكامل، وقلبه رديء. وكان الغرض الرئيس منه اختبار الخطط اللوجستية للتفجير الفعلي.
عرف الرأي العام كيف ألغي هذا الاختبار. علمت المخابرات السوفيتية بشأن إعدادات الاختبار الأولية، ونبهت الولايات المتحدة في أول أغسطس، تأكدت المخابرات الأمريكية من وجود موقع اختبار عن طريق طائرة تجسس من طراز لوكهيد إس آر-71 بلاك بيرد. اقتبست واشنطن بوست من ضابط الولايات المتحدة في 28 أغسطس قوله: «أقول لقد كنا متأكدين بنسبة 99% من تخصيص هذا البناء لتحضير اختبار ذري».
اقتنعت حكومة الاتحاد السوفيتي والحكومات الغربية بإعداد جنوب أفريقيا لاختبار نووي كامل. ضغطت الأمم الغربية على جنوب أفريقيا للتوقف عن الاختبار. حذَّر وزير الخارجية الفرنسي في 22 أغسطس من «عواقب وخيمة» لهذا الفعل على العلاقات بين جنوب أفريقيا وفرنسا. لم يوضح الوزير الفرنسي قصده، ولكن انطوت جملته على استعداد فرنسا لفسخ تعاقدها بتزويد جنوب أفريقيا بمفاعلات كوبيرغ النووية.
قال ويناند دي فيليرز في عام 1988 أنه أمر بإيقاف موقع الاختبار بعد كشفه مباشرةً. أغلقت الحُفر وتخلت جنوب أفريقيا عن الموقع. افتتُح أحد الأعمدة مؤقتًا في عام 1988 إعدادًا لاختبار آخر، ولم يحدث هذا الاختبار، وقُصد بهذا التحرك تقوية صفقة جنوب أفريقيا خلال المفاوضات لإنهاء الحرب مع أنغولا وكوبا.

## طريقة اسقاط مناسبة

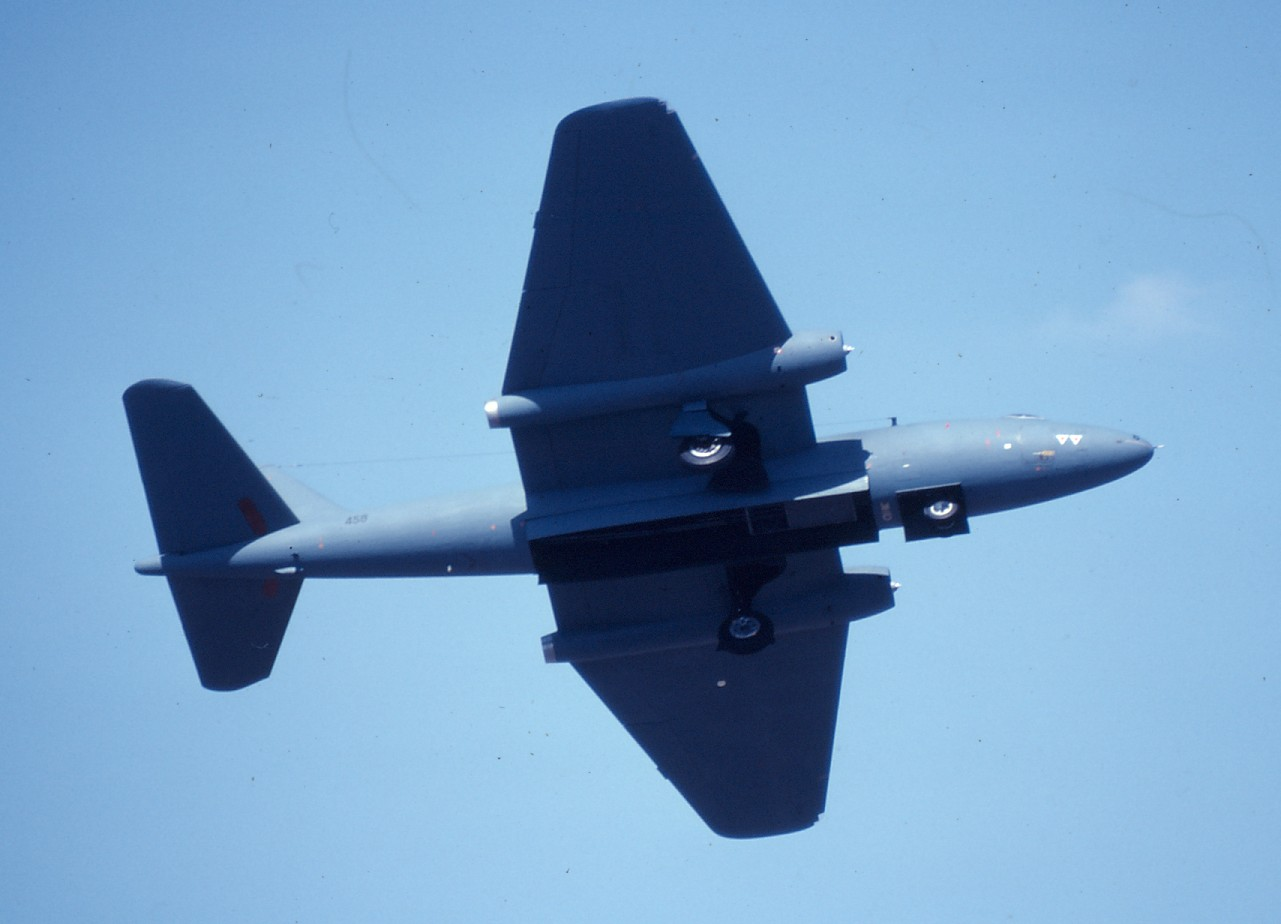
طائرة السلاح الجوي لجنوب أفريقيا Canberra T.4

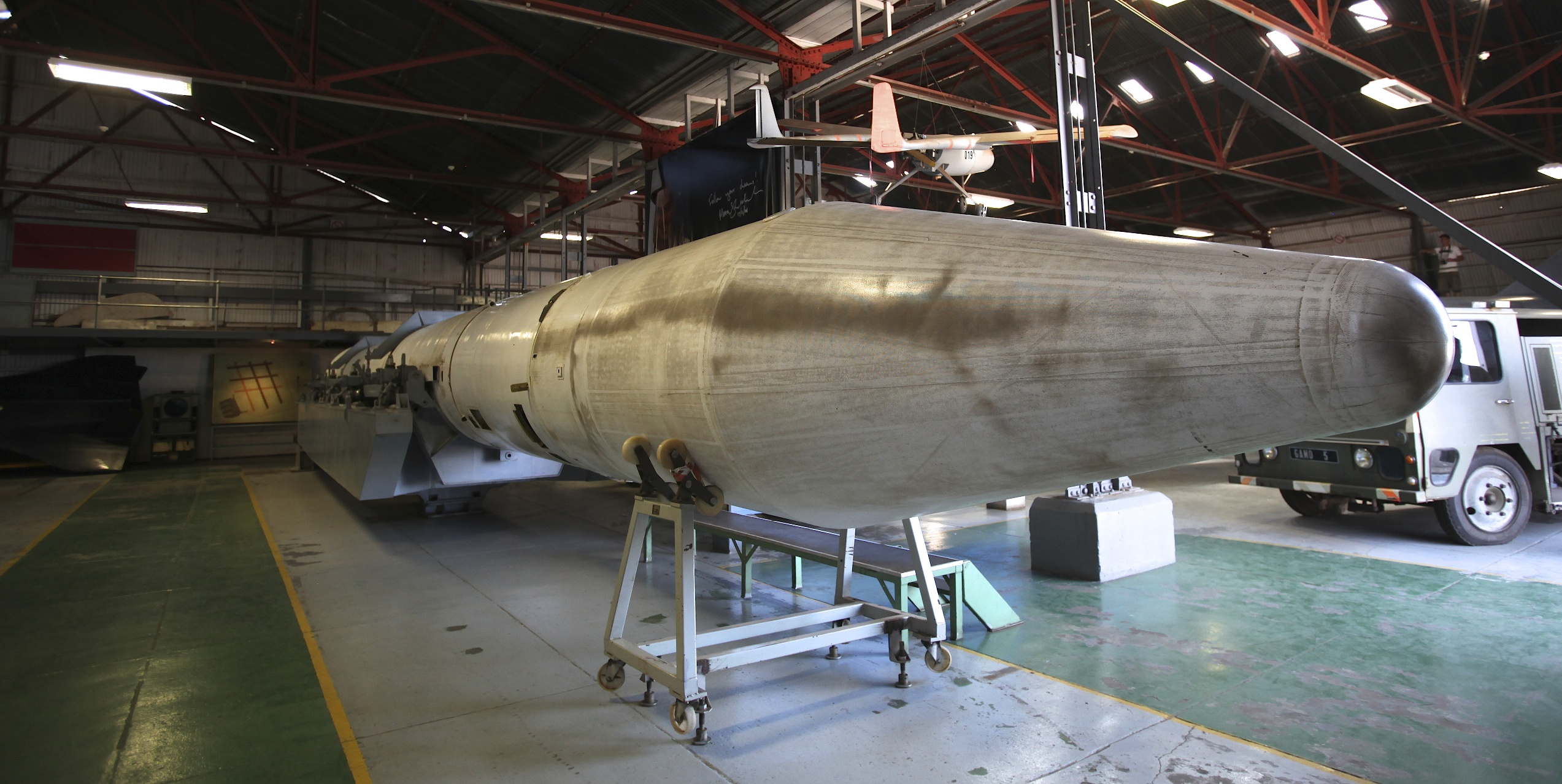
الصاروخ RSA-3 وهو عبارة عن صاروخ "ليو" ذو ثلاثة مراحل LEO rocket

صُممت الرؤوس الحربية لكي تحملها طائرات من أنواع مختلفة لتسقطها، من طائرات السلاح الجوي الجنوب أفريقي من أنواع كانبيرا، وبلاكبيرن، وبوكانير. تصاعدت المخاوف بشأن نقاط ضعف الطائرات المتهالكة أمام شبكة الدفاع الجوي الكوبية في أنغولا، ودفعت سلاح الجو الجنوب أفريقي إلى التحقيق في نظم توريد الأسلحة بواسطة الصواريخ.
كان من المفترض أن توضع القنابل في الصاروخ شافيت (الإسرائيلي) آر إس إيه-3 وآر إس إيه-4، التي بُنيت واختُبرت من أجل برنامج الفضاء الخاص بجنوب أفريقيا. طبقًا لمؤلف كتاب كيف أنشأت جنوب أفريقيا ستة قنابل ذرية، آل جي فينتر، لم تكن تلك الصواريخ متوافقة مع الرؤوس الحربية الكبيرة المتاحة في جنوب أفريقيا. يدعي فينتر أن سلسلة آر إس إيه مصممة لحمولة 340 كجم، ومن المقترح أن تقبل رؤوس حربية بوزن 200 كجم، أي «ما يفوق أفضل جهود بذلتها جنوب أفريقيا في آخر ثمانينيات القرن الماضي». يحلل فينتر هذا الوضع بأنه قُصد به تطوير نظام توريد مناسب مصحوب باختبار نووي منفصل. تسبب ذلك في التباس دبلوماسي أخير لقوى العالم في حالة من الطوارئ، ولكنهم لم يقصدوا منه نظامًا مسلحًا أبدًا.

## التعاون مع إسرائيل
أعلن «كريس ماكغريل» ودافيد ألبرايت أن جنوب أفريقيا شرعت في تطوير قنبلة نووية خلال السبعينيات والثمانينيات بالتعاون طويل الأمد مع إسرائيل.
ووافق مجلس الأمن للأمم المتحدة على قرار 418 في 4 نوفمبر 1977 ينص على مقاطعة جنوب أفريقيا، مطالبا بتخلي جميع الدول عن «أي تعاون مع جنوب أفريقيا لتصنيع وتطوير أسلحة نووية».
طبقا لـ مبادرة التهديد النووي أن قامت إسرائيل بتبادل 30 غرام من التريتيوم والحصول على 50 طن من اليورانيوم من جنوب أفريقيا، وفي وسط الثمانينيات تعاونت مع جنوب أفريقيا في تصنيع الصواريخ
RSA-3 و RSA-4 , التي تحمل قنابل وهي مماثلة للصاروخين الإسرائيليين «شافيت» و «يريخو».
كذلك في عام 1977 طبقا لصحيفة فورين بريس، فقد كانت شبهات عن توقيع جنوب أفريقيا مع إسرائيل على تعاقد بتبادل المعلومات التقنية الحربية وصناعة ستة رؤوس نووية على الأقل.
في سبتمبر 1979 اكتشف القمر الصناعي فيلا الأمريكي وميضي انفجار وقعا في المحيط الهندي، واعتبر تجربة قنبلة نووية ولكن لم تصدر تقريرات مؤيدة، وذلك على الرغم من حصول الطائرة الأمريكية الحربية Boeing WC-135 على عينات من الهواء. فإذا كانت حادثة فيلا تجربة تفجير نووي، فإن جنوب أفريقيا تعتبر البلد الوحيد لفعله بالتعاون مع إسرائيل التي تكون قد قامت بها. لم تعلن جنوب أفريقيا عن تجربة نووية قامت بصنعها. وأعلن مساعد وزير خارجية جنوب أفريقيا عزيز باهاد في عام 1977 أن جنوب أفريقيا قد قامت بتفجير ولكن سحب بعد ذلك الخبر على أنه خبر كاذب.

## اقرأ أيضا
- حادثة فيلا
- جنوب أفريقيا وأسلحة الدمار الشامل